# جون غودفري (سياسي)
جون غودفري هو مؤرخ واقتصادي وسياسي كندي، ولد في 19 ديسمبر 1942 في تورونتو في كندا. حزبياً، نشط في الحزب الليبرالي الكندي. وقد انتخب عضو مجلس العموم الكندي.